# دمیترو هولوبوف
دمیترو هولوبوف (اوکراینی: Дмитро Вікторович Гололобов؛ زادهٔ ۱ ژانویهٔ ۱۹۸۵) بازیکن فوتبال اهل اوکراین است.
از باشگاه‌هایی که در آن بازی کرده‌است می‌توان به باشگاه فوتبال متالورگ-۲ دونتسک و باشگاه فوتبال استال کامیانسکه اشاره کرد.
وی همچنین در تیم ملی فوتبال زیر ۲۰ سال اوکراین بازی کرده‌است.